# Louis Charles Kiener
Louis Charles Kiener (* 31. Juli 1799 in Paris; † 24. Juli 1881 ebenda) war ein französischer Malakologe.

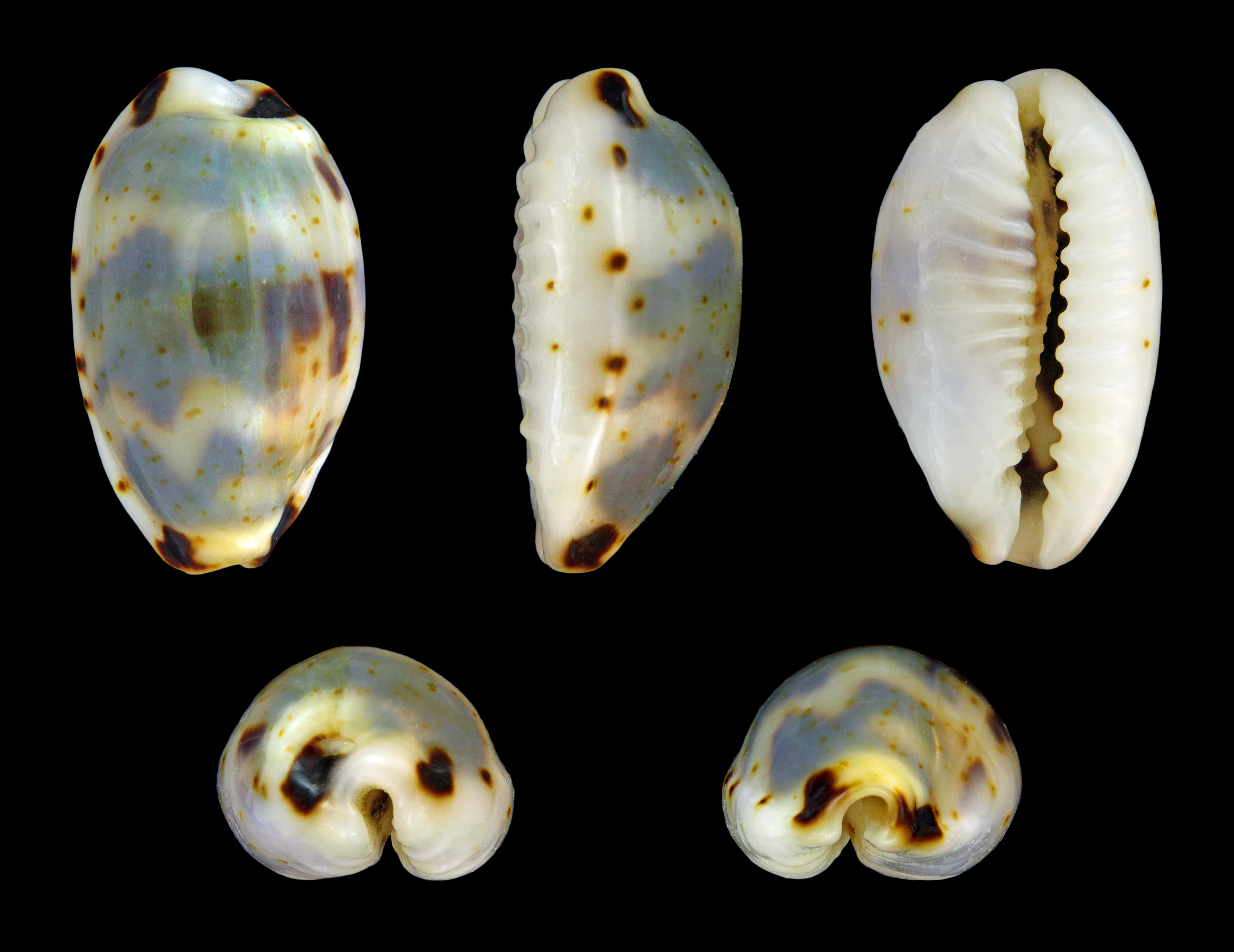
Bistolida kieneri, Hidalgo 1906

Kiener war ab dem Alter von 12 Jahren am Muséum national d’histoire naturelle, wo er Präparator am Lehrstuhl für Zoologie war.
Er veröffentlichte einen Katalog der Mollusken im Naturkundemuseum Paris (er betreute speziell die Sammlung von Jules Paul Benjamin Delessert). In ihm sind viele Erstbeschreibungen. Das Werk ist nicht datiert und erschien in 165 Livraisons ab 1834, von denen 138 von Kiener sind und bis 1850 publiziert wurden. Es wurde Paul-Henri Fischer 1873 bis 1879 fortgesetzt, ist aber nicht abgeschlossen worden.
Der Rotbauchadler ist ihm zu Ehren benannt und zwei Meeresschnecken (Murexsul kieneri, Thais kieneri und die Kaurischnecke Bistolilda kieneri).

## Schriften
- Spécies général et iconographie des coquilles vivantes comprenant la collection du Muséum d’histoire naturelle de Paris, la collection Lamarck, celle du prince Masséna (appartenant maintenant a M.B. Delessert) et les découvertes récentes des voyageurs, 11 Bände, Paris: Chez Rousseau: J. B. Ballière, ab 1834Biodiversity Library
  - Englische Übersetzung von sechs Abschnitten aus dem Werk von  David Humphreys Storer: General species and iconography of recent shells : comprising the Massena Museum, the collection of Lamarck, the collection of the Museum of Natural History, and the recent discoveries of travellers, Boston: Ticknor 1837